# 石水駅
石水駅（ソッスえき）は、大韓民国京畿道安養市万安区にある、韓国鉄道公社（KORAIL）の駅。
乗り入れている路線は、線路名称上は京釜線であるが、当駅には電車線を走る京釜電鉄線（首都圏電鉄1号線）電車のみが停車する。駅番号は(P145)。

## 駅構造
島式ホーム2面4線を有する地上駅。内側2線（2・3番線）は通過線となっている。
出口は1番（駅東側）と2番（駅西側）の2ヶ所ある。

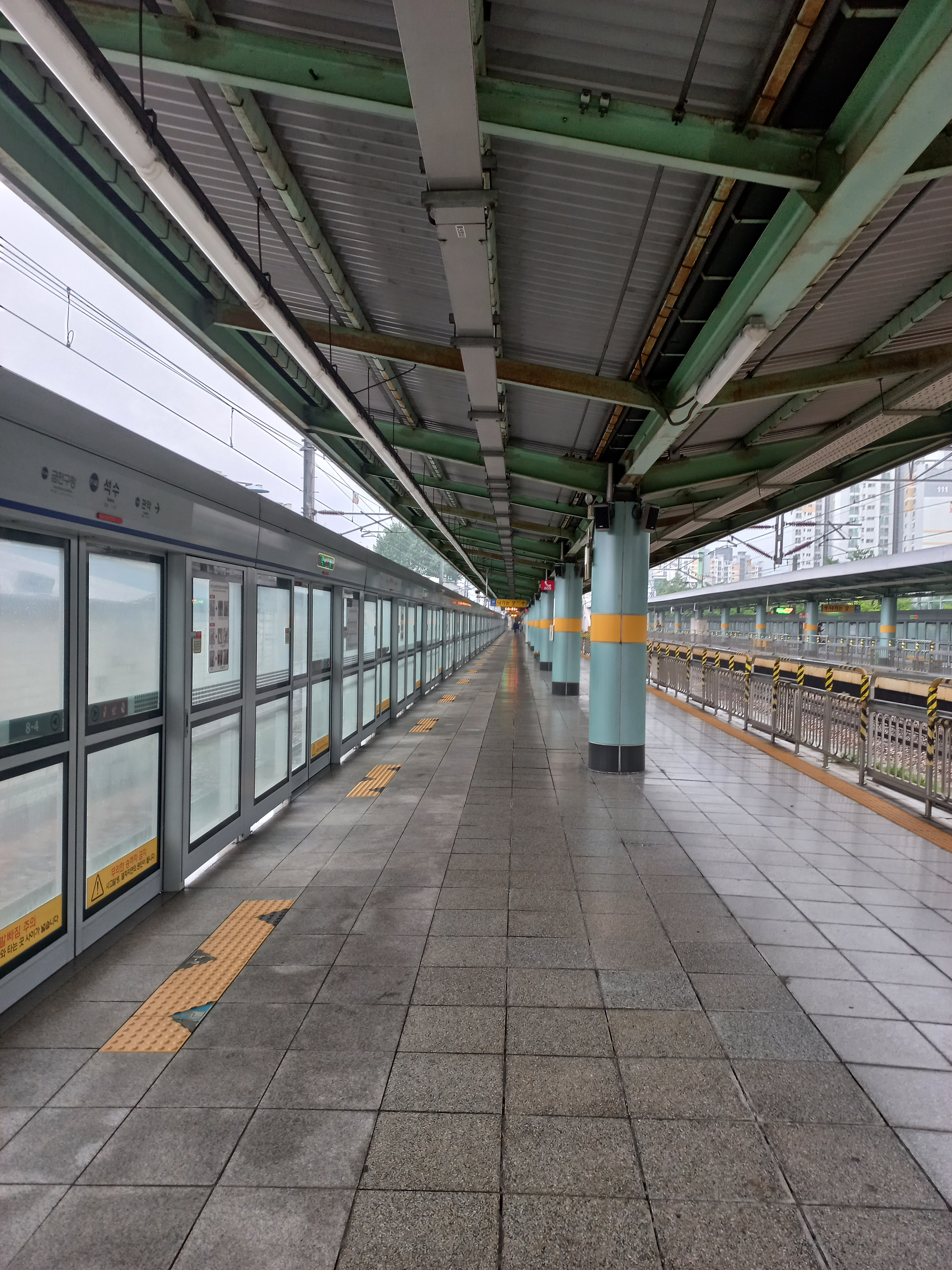
ホーム(2023年7月)

### のりば
| 1      | 京釜電鉄線         | 水原・西東灘・天安・新昌方面   |
| 通過線 | 京釜線・京釜電鉄線 | 下り列車の通過                 |
| 通過線 | 京釜線・京釜電鉄線 | 上り列車の通過                 |
| 2      | 京釜電鉄線         | 九老・龍山・清凉里・光云大方面 |

## 利用状況
近年の一日平均乗車人員推移は下記の通り。
| 路線       | 乗車人員 | 乗車人員 | 乗車人員 | 乗車人員 | 乗車人員 | 乗車人員 | 乗車人員 | 乗車人員 | 乗車人員 | 乗車人員 | 乗車人員 | 注 釈 |
| 路線       | 2000年   | 2001年   | 2002年   | 2003年   | 2004年   | 2005年   | 2006年   | 2007年   | 2008年   | 2009年   | 2010年   | 注 釈 |
| ---------- | -------- | -------- | -------- | -------- | -------- | -------- | -------- | -------- | -------- | -------- | -------- | ----- |
| 京釜電鉄線 | 6106     | 7750     | 8810     | 10027    | 7441     | 7352     | 7154     | 7116     | 7171     | 7449     | 9003     | [ 3 ] |

## 駅周辺
安養川沿いの狭い谷間は市街地化され、東側の幹線道路の向かい側は住宅地となっている。
- 石水洞
- 始興流通商街
- 鳶峴村
- 中央鉄製商街
- 起亜大橋：安養川にかかる。橋を渡った先には起亜自動車所下里工場がある。
- 鳶峴中学校
- 鳶峴初等学校
- 大韓神学大学院大学校（朝鮮語版）

## 歴史
- 1982年8月2日 - 開業。

## 隣の駅
韓国鉄道公社　
京釜電鉄線　
急行
通過　
緩行　
衿川区庁駅 (P144) - 石水駅 (P145) - 冠岳駅 (P146)　